# Wormwood (album)
Wormwood – jedenasty studyjny album szwedzkiej grupy blackmetalowej Marduk. Wydany 24 września 2009 roku w Europie, z kolei w Stanach Zjednoczonych płyta została wydana 13 października 2009 roku. Nagrania zostały zarejestrowane w należącym do Magnusa "Devo" Anderssona Endarker Studio w Norrköping w 2009 roku.

## Lista utworów
Opracowano na podstawie materiału źródłowego.
1. "Nowhere, No One, Nothing" - 3:20
2. "Funeral Dawn" - 5:51
3. "This Fleshly Void" - 3:07
4. "Unclosing the Curse" - 2:15
5. "Into Utter Madness" - 4:56
6. "Phosphorous Redeemer" - 6:11
7. "To Redirect Perdition" - 6:41
8. "Whorecrown" - 5:29
9. "Chorus of Cracking Necks" - 3:47
10. "As a Garment" - 4:18

## Wydania
| Rok  | Nr katalogowy | Format              | Wydawca                                                | Region            | Źródło |
| ---- | ------------- | ------------------- | ------------------------------------------------------ | ----------------- | ------ |
| 2009 | REG-CD-9003   | CD, Album           | Regain Records                                         | Stany Zjednoczone | [ 7 ]  |
| 2009 | ICARUS 581    | CD, Album           | Icarus Music                                           | Argentyna         | [ 7 ]  |
| 2009 | BLOOD044      | CD, Album, Dig      | Blooddawn Productions                                  | Szwecja           | [ 7 ]  |
| 2009 | BLOOD044      | CD, Album, Jew      | Blooddawn Productions                                  | Szwecja           | [ 7 ]  |
| 2010 | BLOOD044      | CD, Album           | Blooddawn Productions                                  | Rosja             | [ 7 ]  |
| 2010 | BLOODLP044    | LP, Album, Ltd      | Blooddawn Productions                                  | Szwecja           | [ 7 ]  |
| 2010 | BLOODLP044-1  | LP, Album, Ltd, Red | Blooddawn Productions                                  | Szwecja           | [ 7 ]  |
| 2010 | BLOODLP044    | LP, Pic, Ltd        | Blooddawn Productions                                  | Szwecja           | [ 7 ]  |
| 2011 | MR 5090-2     | CD, Album           | Blooddawn Productions, ООО "Союз Мьюзик", Moon Records | Ukraina           | [ 7 ]  |

## Notowania
| Lista             | Kraj    | Pozycja |
| ----------------- | ------- | ------- |
| Sverigetopplistan | Szwecja | 53      |